# Свети Атанасий (Раждавица)
Вижте пояснителната страница за други значения на Свети Атанасий.
„Свети Атанасий Летни“ е българска църква в село Раждавица, община Кюстендил.

## Местоположение
Църквата се намира на около 0,5 километра северно от село Ръждавица, на левия бряг на река Струма, в местността Чардако.

## Архитектура и стенописи
„Свети Атанасий“ е еднокорабна и едноапсидна църква, изградена изградени от ломени камъни и тухли, споени с бял хоросан. Сводът е бил полуцилиндричен, сега е разрушен.
Цялата вътрешност е била изписана, като от стенописите няма запазено нищо с изключение на няколко фрагменти от букви под гредите на входа на църквата.
Още преди Освобождението църквата е била с рухнал покрив. Впоследствие през 1882 г. покривът бил поправен, а сградата – измазана отвътре с варова мазилка върху старата живопис, а отвън наново. Вероятно през 50-те или 60-те години на ХХ век покривът отново рухнал и не е възстановен.

## Датировка
Все още не е установено времето на построяване на църквата. Според някои е изградена през Възраждането. Тази теза обаче може да бъде оспорена. Йордан Иванов в „Северна Македония“, 1906 г. описвайки църквите в кюстендилската епархия през третата четвърт на XIX век – 97 бр., посочва 1 каменна църква – пленена от турците в с. Раждавица (с.315) – очевидно това е селската църква „Успение Богородично“ изписана през 1600 г. и разрушена през 1935 г. На 316 страница посочва че този списък не включва голяма част от запуснатите черкви през този период и сред примерите изброява „...черквите около с. Ръждавица...“ Йордан Захариев в „Кюстендилската котловина“ 1963 г. посочва че средновековната църква „Успение Богородично“ в центъра на селото с надписа с дата 1600 г., обнародван от Й.Иванов, е била срината през 1935 г. за да се издигне на мястото и нова църква. Захариев посочва че останки от средновековна църква – „Света Богородица“ има в местността Селище, а в местността Чардако, до северния край на селото е запазена малката черква „Свети Атанас Летни“, която преди Освобождението била с продънен покрив, а към 1882 г. го поправили и измазали с варова мазилка отвътре върху старата живопис, а отвън – наново. От тези податки може да се направи предположение че църквата е изградена през XVI-XVIII век: след като още преди Освобождението е била с продънен покрив, вероятността да е построена през XIX век е твърде малка.